# San Isidro (República Dominicana)
San Isidro sector de la República Dominicana, conocido por la Base Aérea de San Isidro

## Origen
En el año 1876 se radicaron los primeros pobladores de lo que hoy es la comunidad de San Isidro, el primer paso de la localidad hacia metas de superación fue la creación del Ingenio, a su alrededor se edificaron construcciones (cuarterías) que habitaban: cubanos, turcos, holandeses, franceses y haitianos, relacionados directamente con la función inherente a la nueva empresa.
El ingenio estaba cercano al río El Cachón afluente del Ozama, el cual era utilizado para transportar el azúcar elaborada hasta San Luis, desde donde era conducida al Puerto de Santo Domingo para fines de exportación.
Para esos tiempos existió un almacén de expendio denominado “La Sombra”, administrado por Porfirio Méndez, donde los moradores adquirían los artículos de primera necesidad. Cerca de éste almacén estaba la llamada Cárcel Vieja, cuyo nombre “La Burra”, cuando ésta resultaba pequeña y no había más presos se utilizaba el almacén como cárcel.
La Cárcel Vieja estaba abandonada, cuando ocurrió el ciclón David sirvió de refugio a familiares de los alrededores, cuyo hogares no eran de una consistencia segura para pasar dicho fenómeno.
Con el transcurrir de los días cada familia iba retornando a sus casas, mejorando la misma con la ayuda de la Defensa Civil y personales; otros se resistieron a salir por no conseguir la ayuda suficiente, permaneciendo más tiempo en el local.